# فرودگاه کیونگ‌سونگ-چوول

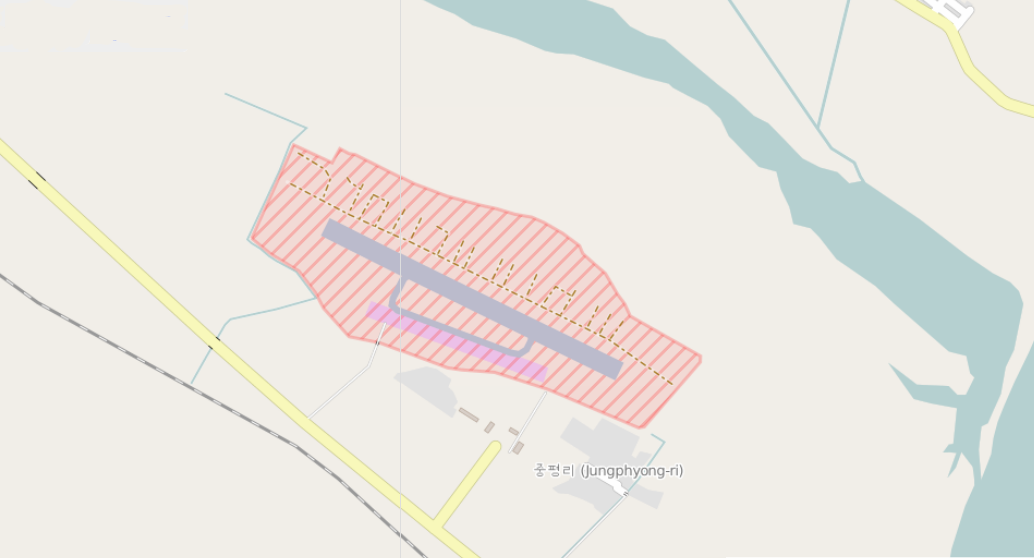
یک فرودگاه نظامی در کشور کره شمالی

فرودگاه کیونگ‌سونگ-چوول  (به انگلیسی: Kyongsong-Chuul Airport) یک فرودگاه نظامی است . این فرودگاه در کشور کره شمالی قرار دارد و در ارتفاع ۱ متری از سطح دریا واقع شده است.